# Beija Eu Tour
Beija Eu Tour é a primeira turnê promocional da cantora Claudia Leitte em carreira solo. A estréia da turnê aconteceu na favela da Rocinha no Rio de Janeiro. A turnêteve como intuito de promover a música Beijar na Boca que também é a música de abertura da turnê.  

## Repertório
1. Beijar na Boca
2. Exttravasa
3. Vira Boate
4. Insolação do Coração
5. Arriba (Xenhenhém)
6. Rock Tribal
7. Doce Paixão
8. I'm Yours
9. Dyer Maker
10. Rise Up / Red Label ou Ice
11. Cai Fora / Janeiro a Janeiro / Eu Fico
12. No Passo da Marcharada
13. Fulano in Sala
14. Pássaros
15. Horizonte
16. Pensando em Você
17. Caranguejo
18. Safado, Cachorro, Sem-Vergonha
19. Fogo e Paixão
20. Lirirrixa
21. Bola de Sabão
22. Cidade Elétrica
23. Borboletas
24. Medo de Amar
25. Amor Perfeito
26. O Que é, o Que é?
27. Beijar na Boca
28. Exttravasa

## Datas
| Data                | Cidade                | Estado           |
| ------------------- | --------------------- | ---------------- |
| Brasil              |                       |                  |
| 15 de março de 2009 | Rio de Janeiro        | Rio de Janeiro   |
| 20 de março de 2009 | Recife                | Pernambuco       |
| 3 de abril de 2009  | Belo Horizonte        | Minas Gerais     |
| 4 de abril de 2009  | Nova Iguaçu           | Rio de Janeiro   |
| 11 de abril de 2009 | Caldas Novas          | Goiás            |
| 17 de abril de 2009 | Feira de Santana      | Bahia            |
| 18 de abril de 2009 | Mogi Guaçu            | São Paulo        |
| 19 de abril de 2009 | Itu                   | São Paulo        |
| 20 de abril de 2009 | São José do Rio Preto | São Paulo        |
| 21 de abril de 2009 | Brasília              | Distrito Federal |
| 24 de abril de 2009 | Bragança Paulista     | São Paulo        |
| 25 de abril de 2009 | Boituva               | São Paulo        |
| 26 de abril de 2009 | Itabaiana             | Sergipe          |
| 26 de maio de 2009  | São Paulo             | São Paulo        |
| 29 de maio de 2009  | Goiânia               | Goiás            |
| 30 de maio de 2009  | Fortaleza             | Ceará            |
| 20 de junho de 2009 | Jaboticabal           | São Paulo        |
| 21 de junho de 2009 | Mogi das Cruzes       | São Paulo        |
| 23 de junho de 2009 | Amargosa              | Bahia            |